# プエブロ (コロラド州)
プエブロ（英: Pueblo, Colorado、発音/ˈpwɛbloʊ//）は、アメリカ合衆国コロラド州のプエブロ郡の都市。同郡の郡庁所在地かつ人口最大の都市である。州都デンバーの南165kmに位置している。人口は11万1876人（2020年）。
プエブロはアーカンザス川とファウンテン・クリークの合流点に位置し、年間雨量は約356mmと半乾燥地域である。しかし冬季に比較的暖かいロッキー山脈東側のいわゆる「バナナ・ベルト」と言われる地域にあり、コロラド州の他の主要都市と比べても雪が少ない傾向にある。プエブロはプエブロ都市圏の中心であり、ロッキー山脈の前面都市回廊の重要部にある。アメリカ合衆国でも最大クラスの製鉄都市であり、このために「鉄の都市」とも呼ばれる。州南東部の経済中継点として機能しており「コロラド第二の都市」と呼ぶ者もいる。現在は多くの電子機器や航空機の会社もある。歴史的アーカンザス川プロジェクトは歴史あるユニオン・アベニュー地区を光輝あるものとする美しい川沿い道を作り出している。
プエブロは一般調達局とその消費者情報カタログが運営する連邦市民情報センターがあるところとしても知られている。公共広告によって35年間、アメリカ人は「コロラド州プエブロ81009」（正式には郵便局私書箱100）に情報を寄せてきた。最近一般調達局は連邦市民情報センターの無料電話 (1-888-8 PUEBLO) とウェブアドレス(www.pueblo.gsa.gov)を導入した
プエブロ市政委員会は、プエブロ市の北にあり、プエブロ・スプリング・ランチと呼ばれるラスベガス土地開発会社が所有する土地96 km2以上を併合する計画である。この開発によって国内でも最大規模の計画地域社会となる可能性があり、プエブロ市の面積は2倍に近くなる。プエブロの指導層に拠れば、この開発には住宅地域とともに大きな技術パークも含まれるとのことである。
プエブロは地域の再生可能エネルギーの首都になりつつある。最近デンマークの風力発電機の設計、製造、販売会社ベスタスが、プエブロの65,000 m2近い産業パークに風力発電機のための塔を製造する世界最大の工場を建設すると発表した。また多くの科学的研究では太陽熱エネルギーを得るための州内で最善の場所と太陽エネルギー会社の立地場所としてプエブロを候補に挙げている。このために多くの太陽エネルギー会社が昔のプエブロ陸軍補給所への移転を検討中である。

## 歴史

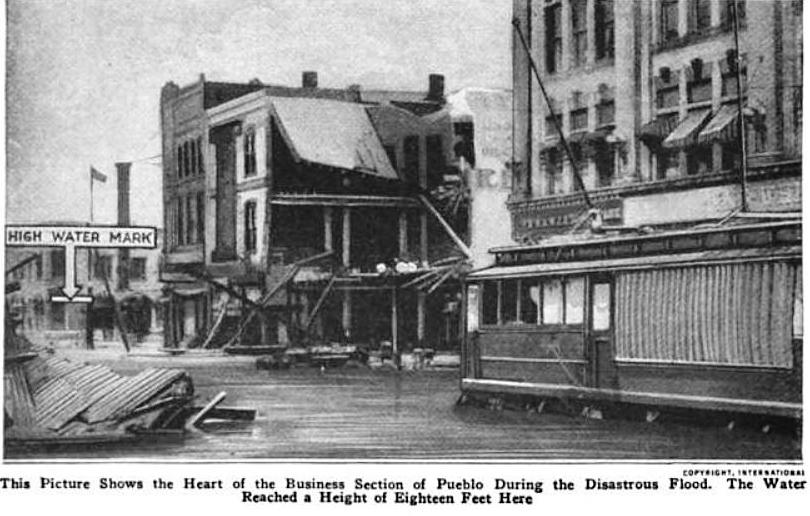
プエブロ事業地区中心部を襲った洪水。水位は18フィート (5.5 m) に達した。雑誌「ポピュラー・メカニクス」1921年版より

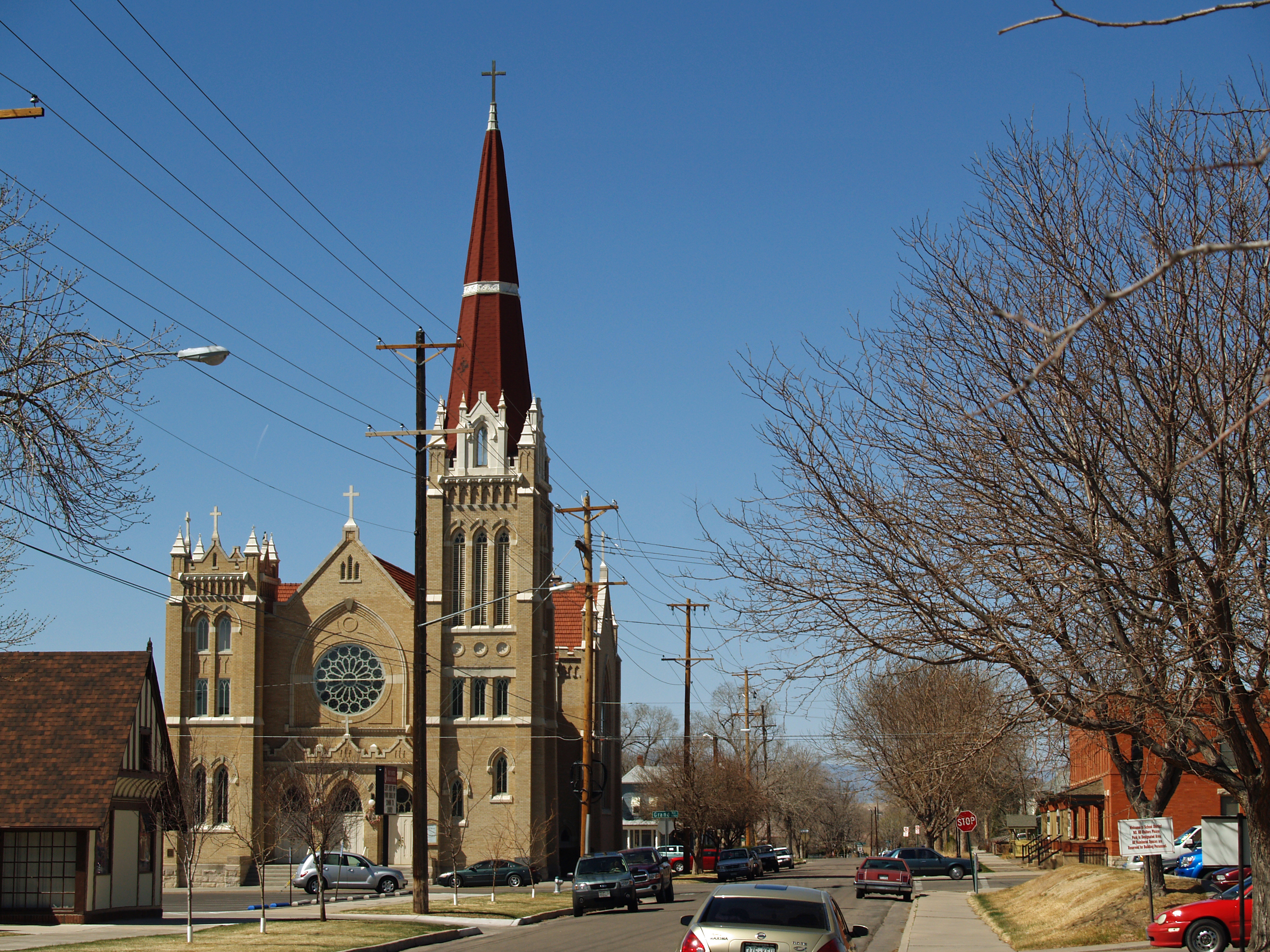
セイクリッドハート大聖堂

マシュー・キンケードなど多く居た交易業者や罠猟師の中で、ジョージ・シンプソンが1842年頃にエル・プエブロすなわちプエブロ砦と呼ばれることになる広場を建設することを援助すると主張した。シンプソンはフアナ・マリア・スアソと結婚し、1年か2年そこに住んだ後に移転した。しかし、シンプソンは土地に対する法的権利を持っていなかった。アーカンザス川に隣接して開拓と交易のために日干し煉瓦の建物が建設され、これがアメリカ合衆国とメキシコの国境を形成した。約1ダースの家族がそこに住み、インディアンと皮革、生皮、家畜さらに後には栽培した作物や酒類を交易した。実用的な品物と共にインディアンの土器の破片のような交易の証拠が、最近発掘された場所で見つかった。この広場で交易した住人の証言（シンプソンの証言も含め）に拠れば、この砦は1854年12月23日から25日の間に何度かユト族やジャカリラ・アパッチ族に襲撃された。彼らは15人ないし19人の男性と1人の女性を殺し、子供を2人捕まえたとされている。襲撃後にこの交易基地は放棄されたが、1859年のコロラド・ゴールドラッシュが始まった1858年から1859年にかけては再び重要な地点になった。
現在のプエブロ市は、プエブロ（1870年編入）、サウスプエブロ（1873年編入）、セントラルプエブロ（1882年編入）およびベッセマー（1886年編入）の4つの町が合併してできている。プエブロ、サウスプエブロおよびセントラルプエブロは法律上1886年3月9日から4月6日の間にプエブロ市として合併し、ベッセマーは1894年に加入した。
合併した市はコロラドの主要な経済と社会の中心となり、サッチャー、オーマンおよびアダムズなどコロラド初期の重要な一族の本拠になった。一連の大きな洪水が1921年の大洪水で最高点に達するまで、プエブロは「世界の鞍作りの首都」と考えられた。洪水でプエブロ中心街の3分の1の事業が失われ、かなりの数の建物が破壊された。プエブロは長い間この損失を取り戻すべく戦い続け、最近になってやっと復活を始めた。
プエブロの経済状態は1970年代と1980年代のアメリカ鉄鋼業界の衰退でかなり悪化し、現在でもその経済基盤の多様化を積極的に追求している。このためにプエブロ市は川沿い遊歩道、広範な散策道、産業パーク、および再活性化された中心街を売り物にしている。

### 製鉄所

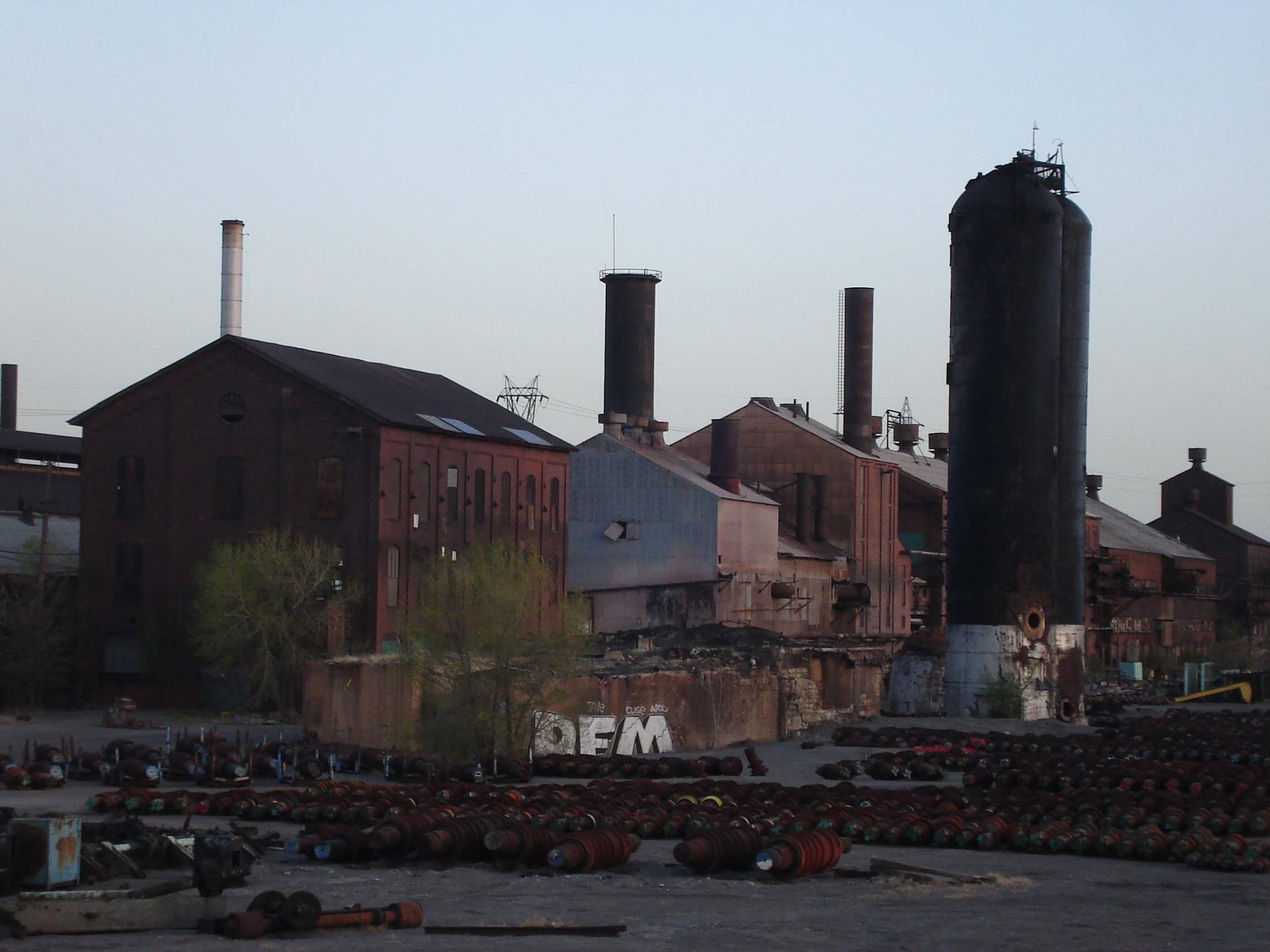
Aファーネスの工場棟、炉および発電所

プエブロの歴史の大部分で主要産業は町の南側にあるコロラド・フューエル・アンド・アイアンの製鉄所だった。1982年に鉄鋼市場が崩壊し、この会社も衰退した。数回の破産を経験した後、オレゴン・スティール・ミルズに買収され、最近は名称をロッキー・マウンテン・スティール・ミルズに変えた。この買収以降、不公平な労働慣行の告発のために労働争議に見まわれて来た。この問題は1997年の大きなストライキで最高点に達し、従業員の大半が入れ替わることになった。
この地にあった多くの生産製造施設の中で、製鋼炉（電気炉、スクラップのリサイクルに使われる）、レール、棒鋼、丸棒およびシームレスパイプの製造設備だけが現在も運転されている。ワイヤー製造装置は1990年代遅くにデイビス・ワイヤーに売却され、現在でもコロラド・フューエル・アンド・アイアンのブランドでフェンスや釘のような製品を作り続けている。
この工場は鉄鋼市場が底を突いた1982年まで溶鉱炉を運転していた。主溶鉱炉は1989年に壊されたが、隣接する炉の多くはアスベストが使われているためにそのままである。この炉や工場棟は、工場の西境界に並行する州間高速道路25号線から容易に見ることができる。
主要事務棟、診療所およびトンネル型守衛詰所を含め管理棟の幾つかは、2003年にベッセマー歴史協会が買収し、現在改修中である。コロラド・フューエル・アンド・アイアンの歴史ある記録を収めることに加え、鉄鋼産業と文化の博物館に転換する計画の第一段階が行われている。

### 大統領の訪問
ウッドロウ・ウィルソン大統領がアメリカ合衆国の国際連盟加盟への支持を集める為に講演旅行をしたときの1919年9月25日、プエブロで講演をした後で倒れた。1週間卒中を患い、大統領任期の残り期間身体に障害を残した。
セオドア・ルーズベルト大統領はY.M.C.A.建設のための最初のレンガを置く為にプエブロ陸軍陸軍補給所を訪れ、またコロラドの水源を調査した。
ジョージ・H・W・ブッシュ大統領は副大統領時代にプエブロ自然センターの猛禽センターを訪れ、その翼を治療されたアメリカハクトウワシを放した。
その他プエブロを訪れた国の指導者としては、ジョン・F・ケネディ大統領、ビル・クリントン大統領、ジョン・ケリー上院議員およびアル・ゴア副大統領がいた。
2008年の大統領選挙では、バラク・オバマとジョン・マケインの双方の候補者が運動の一部としてプエブロを訪れた。この選挙でコロラドは重要な激戦州と見なされ、結果はオバマ候補が16年ぶりにコロラド州を制した民主党候補となった。

### 州立病院
プエブロの歴史でもう一つの主要な雇用主は州立病院であり、元は州全体を対象にしていた。1879年に設立されたコロラド州精神病院が1917年以降コロラド州立病院になった。1991年、その名称がコロラド・メンタルヘルス・インスティチュート・アット・プエブロに変えられた。現在新しく200床の最新技術高度安全保障設備として法医学中最大安全保障センターが建設中である。

## 文化

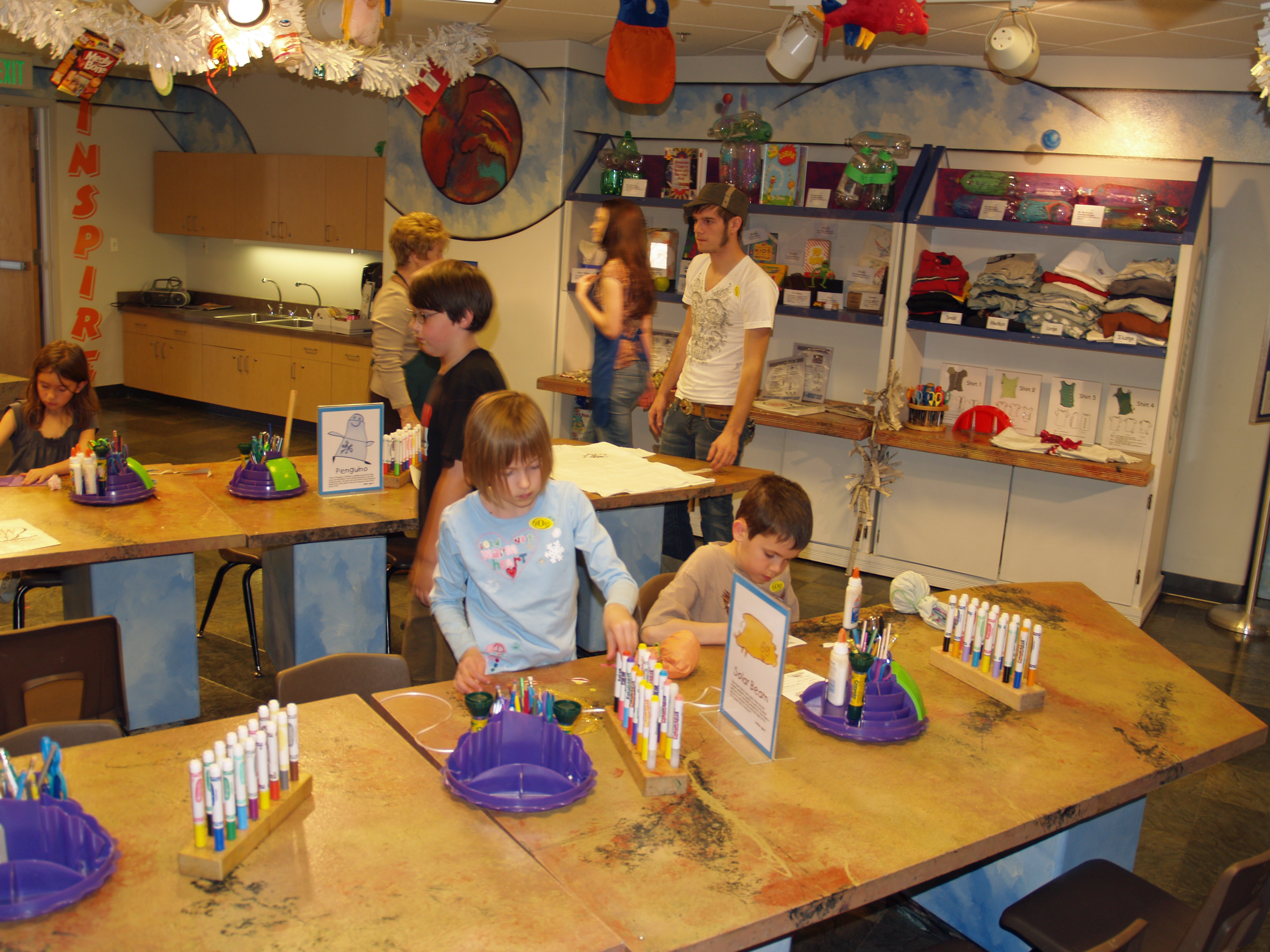
ビュエル子供博物館の美術室、「チャイルド・マガジン」から全米第2位の子供博物館に挙げられた

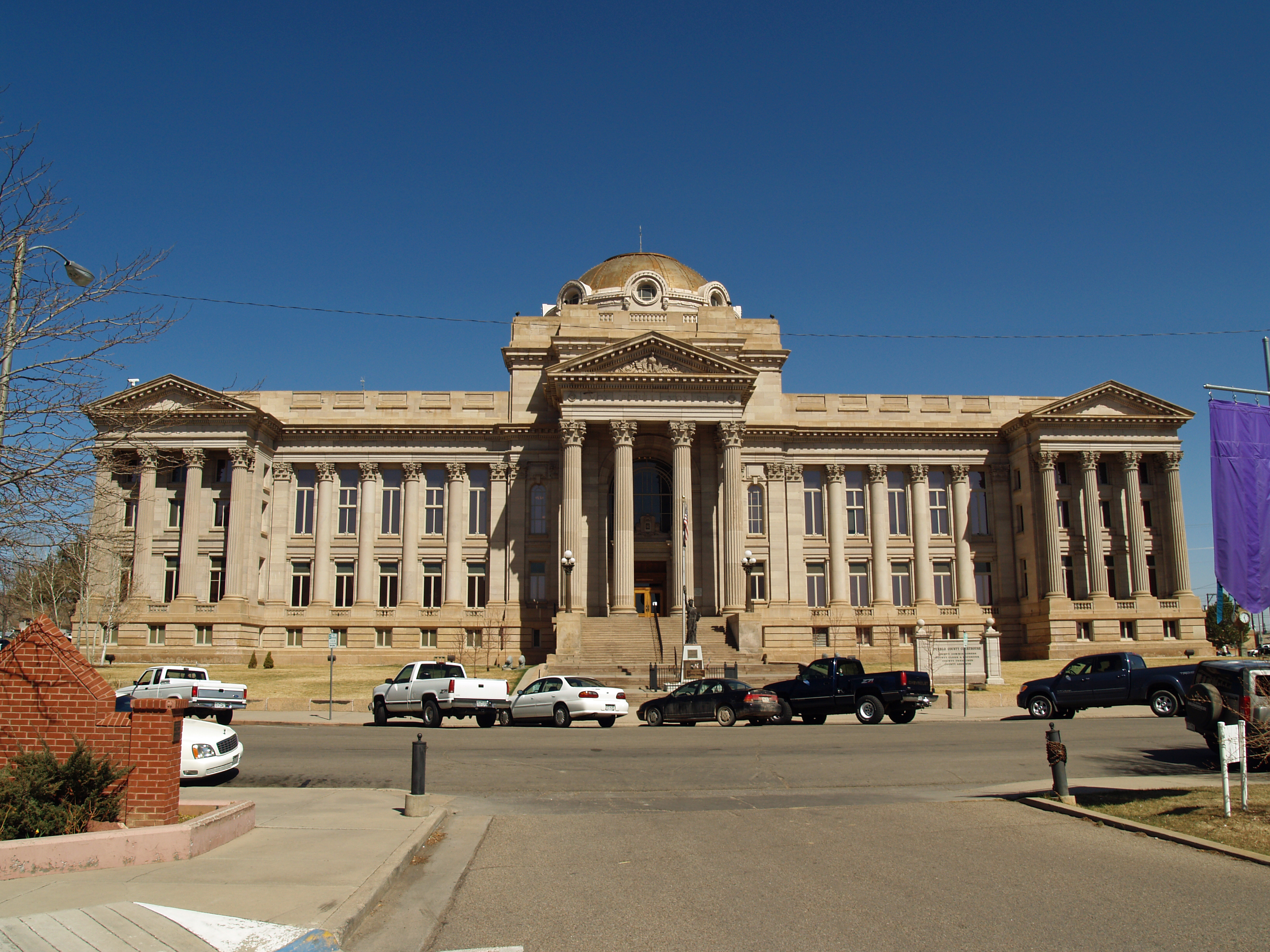
プエブロ郡庁舎

プエブロではコロラド州のステート・フェアが毎年晩夏に開催され、また毎年のチリ・フェスティバルもある。全米ストリート・ロッド協会のロッキー山脈ストリート・ロッド・ナショナルズが23年間プエブロで開催され続けており、この地域では最大で主要なストリート・ロッド行事となっている。
プエブロの最新の行事はプロフェッショナル・ブルライダーズが後援するワイルドウェストフェアである。春に開催され、最大の呼び物はステートフェア・イベントセンターで行われるロデオであり、世界中に送信される予定である。またコロラドステートフェア中にステートフェア・イベントセンターで行われるプロフェッショナル・ブルライダーズのチーム決勝戦も世界中に送信される。2008年、プロフェッショナル・ブルライダーズはその本部をプエブロに移転した。

## 教育

### 高等教育
プエブロには地域の総合大学であるコロラド州立大学プエブロ校がある。この大学は元南コロラド大学だった。コロラド州立大学システムの一部であり、学生数は約6,000人である。2007年5月8日、コロラド州立大学システム理事会からフットボールチームをロッキーマウンテン・アスレチックカンファランスに戻す許可を得た。最初のゲームは12,000人を収容できる新しい競技場であるサンダーボウルで2008年秋に行われた。
プエブロ・コミュニティカレッジは2年制の公共、包括的コミュニティカレッジであり、コロラド州コミュニティカレッジ・システムに属する13のカレッジの一つである。コロラド州南部に広がる8郡を受け入れる3つのキャンパスを運営している。主キャンパスがプエブロにあり、プエブロ郡に開かれている。フレモント・キャンパスはプエブロの西約35マイル (56 km) のキャノン市にあり、フレモント郡とカスター郡の用に供している。サウスウエスト・キャンパスはプエブロの南西280マイル (450 km) にあり、モンテズマ郡、ドロレス郡、ラプラタ郡、サンフアン郡およびアーシュレタ郡のためのものである。プエブロ・コミュニティカレッジは連邦政府に指定されたヒスパニック系施設である。学期ごとに約5,000人の学生が学んでいる。

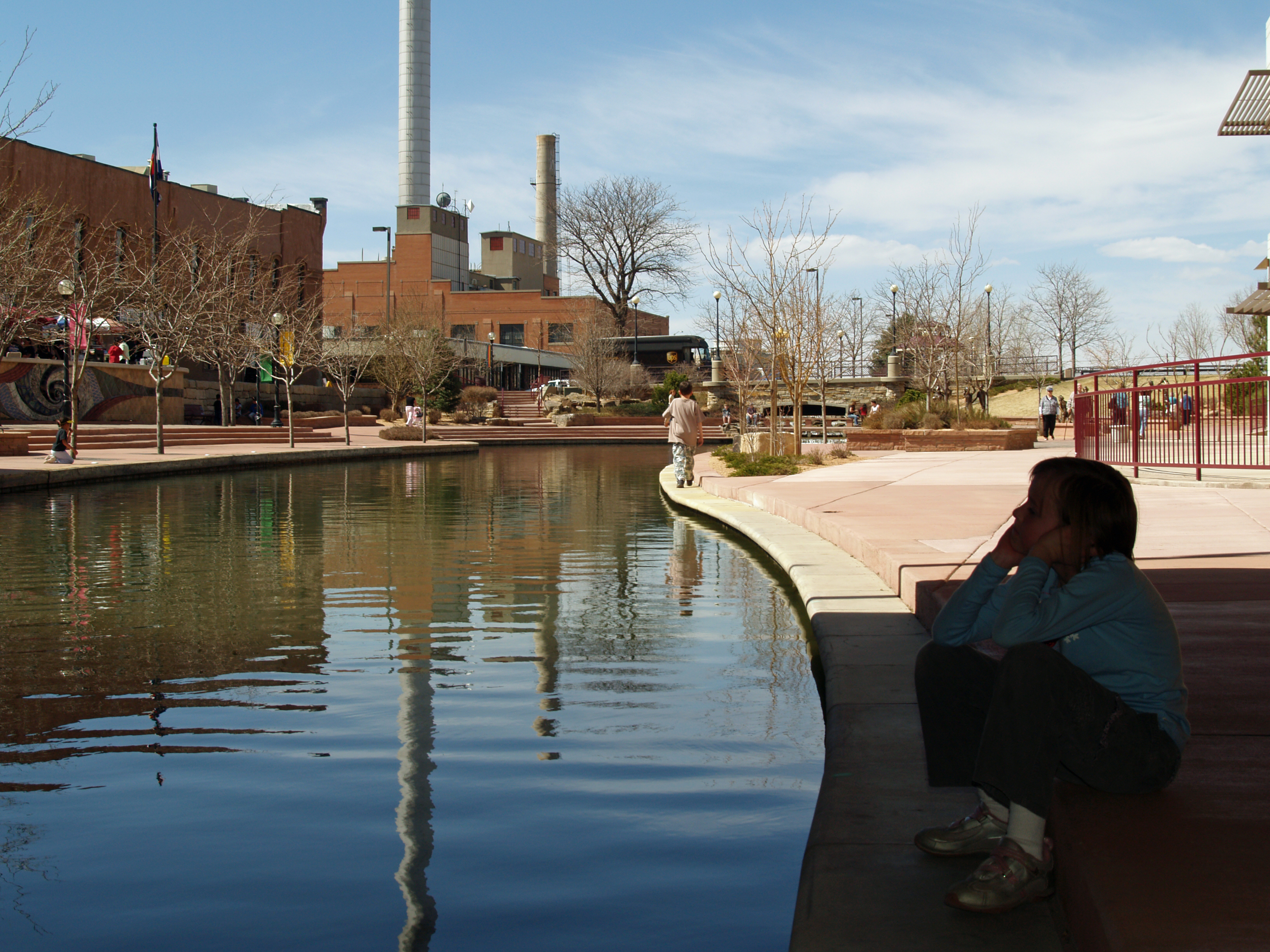
現在も工事中の川沿い遊歩道、住民に人気があり、市の工業の歴史の陰にある

### 公立学校
プエブロ郡には13の高校がある。センテニアル高校はコロラドが州に昇格した1876年に中心街11番通りの真北に設立された。この高校は1973年に北西の新しい場所に再建された。セントラル高校は1882年にベッセマーに設立された。東オーマン・アベニューにある現在のキャンパスは1920年代に建設され1970年代初期に拡張された。その当初の校舎は4ブロック離れた東ピトキン・アベニューに今も残っている。プエブロ南高校とプエブロ東高校は1950年代のベビーブームの子弟を収容するために設立された。プエブロ郡高校は市の東部バインランドにあり、田園部住人のための学校である。ライ高校はプエブロ南西の丘陵部にある。プエブロ西高校は最新のものであり、プエブロウェストの北西郊外にある。元のプエブロ・カトリック高校が1970年代初期にロンカリ中等学校になった。プエブロ地区にあるその他の高校としては、ドロレス・ヒュールタ予備高校、サザン・コロラド・アーリーカレッジ、プエブロ工科アカデミー、パークヒル・クリスチャン・アカデミーおよびヘルス・アカデミーがある。

## 地理
プエブロ市は北緯38度16分1秒 西経104度37分13秒 / 北緯38.26694度 西経104.62028度に位置する。
アメリカ合衆国国勢調査局に拠れば、市域全面積は45.4平方マイル (117.5 km2)、このうち陸地は45.1平方マイル (116.7 km2)、水面は0.3平方マイル (0.8 km2)で水域率は0.66％である。

## 人口動態
以下は2000年の国勢調査による人口統計データである。
| 基礎データ - 人口: 102,121人 - 世帯数: 40,307世帯 - 家族数: 26,118家族 - 人口密度: 874.6人/km2（2,265.5人/mi2） - 住居数: 43,121軒 - 住居密度: 369.3軒/km2（956.6/mi2） 人種別人口構成 - 白人: 76.21% - アフリカン・アメリカン: 2.41% - ネイティブ・アメリカン: 1.73% - アジア人:0.67% - 太平洋諸島系: 0.06% - その他の人種: 15.20% - 混血: 3.71% - ヒスパニック・ラテン系: 44.13% - ドイツ系: 10.1% - イタリア系: 8.1% - アメリカ人: 6.0% - イギリス系: 5.5% - アイルランド系: 5.4% 年齢別人口構成 - 18歳未満: 25.1% - 18-24歳: 10.3% - 25-44歳: 26.6% - 45-64歳: 21.4% - 65歳以上: 16.6% - 年齢の中央値: 36歳 - 性比（女性100人あたり男性の人口） - 総人口: 93.9 - 18歳以上: 90.2 | 世帯と家族（対世帯数） - 18歳未満の子供がいる: 29.8% - 結婚・同居している夫婦: 44.5% - 未婚・離婚・死別女性が世帯主: 15.1% - 非家族世帯: 35.2% - 単身世帯: 30.0% - 65歳以上の老人1人暮らし: 12.9% - 平均構成人数 - 世帯: 2.44人 - 家族: 3.03人 収入と家計 - 収入の中央値 - 世帯: 29,650米ドル - 家族: 35,620米ドル - 性別 - 男性: 29,702米ドル - 女性: 22,197米ドル - 人口1人あたり収入: 16,026米ドル - 貧困線以下 - 対人口: 17.8% - 対家族数: 13.9% - 18歳未満: 24.3% - 65歳以上: 9.1% |

2005年の推計では市人口は104,951人に増加しており、コロラド州では9番目、アメリカ合衆国では245番目になっていた。

## 交通
アメリカ国道50号線と州間高速道路25号線がプエブロで交わっており、デンバーの州間高速道路70号線と同25号線の交差点に次いで州内では2番目に重要な地点となっている。地域空港であるプエブロ記念空港が市の東部にある。ここにはプエブロ・ワイスブロード航空機博物館（元シティマネージャの故フレッド・ワイスブロードに因む）があり、1943年に陸軍航空基地として始まった空港の歴史を反映している。プエブロ・トランシットが市内で週6日間バスを運行している。プエブロ都市圏が大きくなったために、プエブロ郊外の急速に成長する地域に利用される地域交通体系を形成していると考えられている。

## 著名な出身者と住人
ジャーナリストで短編作家であるデイモン・ラニアンが子供時代から青年時代をプエブロで過ごし、1911年頃からは戻ってこなかったが、その新聞コラム（特に『我らのおっさん』）の多くでプエブロに言及した。またNFLアメリカンフットボールのダッチ・クラークがプエブロ出身であり、コロラド州出身者で最初のフットボールの殿堂入りとなった。プエブロ最大のフットボール競技場にはクラークの名前が付けられている。この競技場ではミシシッピ川より西では最古の高校対抗戦、プエブロ・セントラルワイルドキャッツとプエブロ・センテニアルブルドッグスの間のベル・ゲームが開催されている。

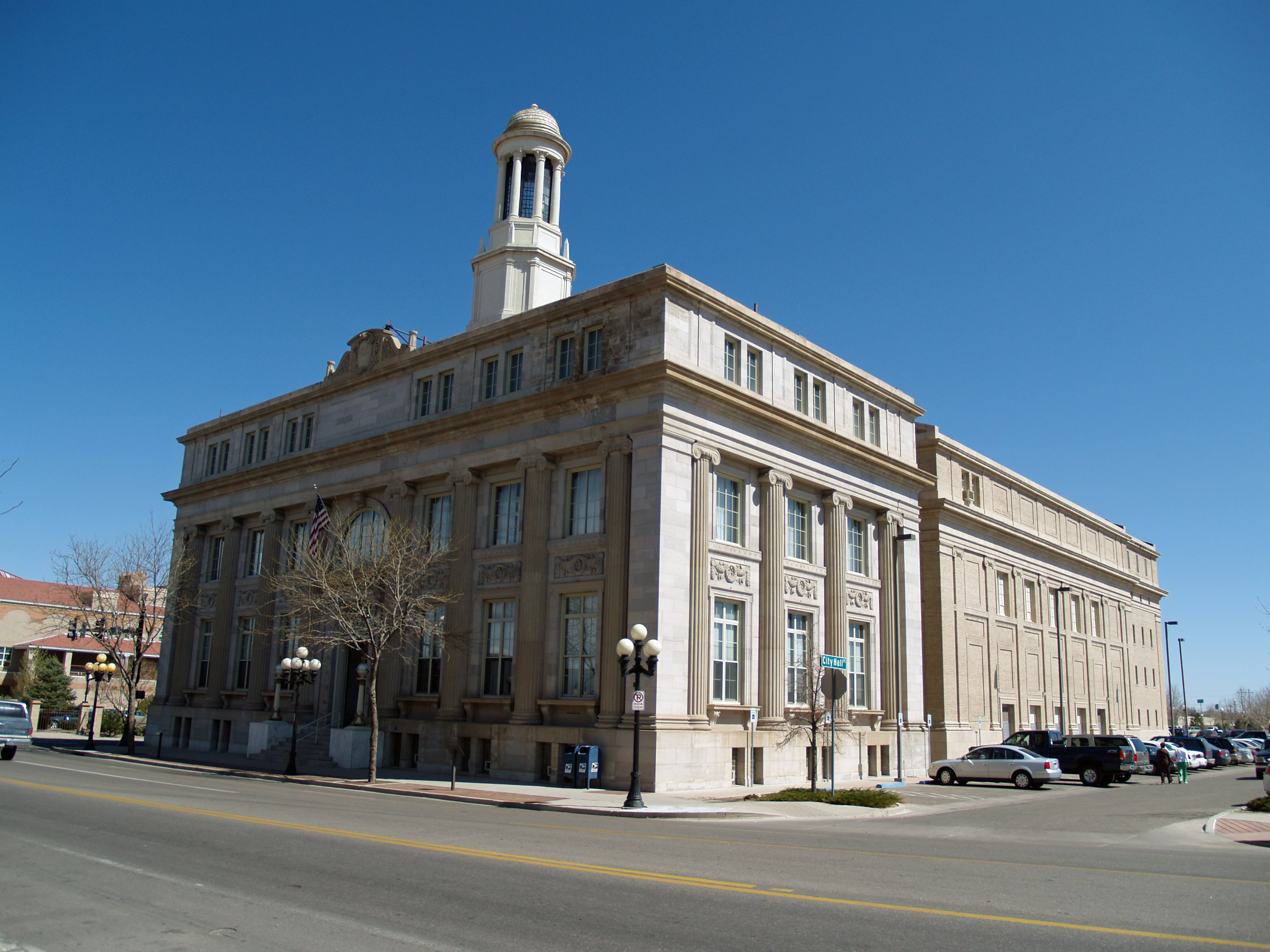
プエブロ市役所

プエブロ出身者には名誉勲章受章者、ドルー・D・ディックス、レイモンド・G・マーフィー、ウィリアム・J・クロウフォードおよびカール・L・シッターがいる。1953年にドワイト・D・アイゼンハワー大統領がマーフィーに授章するとき、「これは何だろう...プエブロから出てきた水の中のものだろうか？君達は皆英雄に変わるのだ！」とコメントした。アメリカ合衆国のどの都市よりも人口一人たりの名誉勲章受章者が多かったので、市政委員会はスローガンに「英雄の都市」を採用した。1993年7月1日、連邦議会議事録にプエブロが「英雄の都市」と記録された。プエブロ会議場には勲章受章者の記念碑がある。プエブロのセントラル高校はシッターとクロウフォードの出身校であり、全米のどの高校よりも名誉勲章受章者を出した高校として「英雄の学校」と呼ばれている。
その他著名な出身者は以下の通りである。
- フランク・E・エバンス、アメリカ合衆国下院議員（在任1965年1月3日 - 1979年1月3日）
- デイブ・フィームスター、アイスホッケー選手、実業家
- キーロ・ヘンダーソン、俳優
- トニー・メンデス、プロの牛乗り
- ジョン・メストン、台本作家、CBSテレビの西部劇「ガンスモーク」の共同制作者
- デビッド・パッカード、ヒューレット・パッカードの共同創業者、1930年にプエブロ・センテニアル高校卒
- ダナ・ペリノ、ホワイトハウス報道官（在任2007年 - 2009年）、1994年に南コロラド大学卒
- ケリー・リノ、子役、1979年の映画「ワイルド・ブラック/少年の黒い馬」に出演
- ダン・ローワン、テレビ番組ローワンとマーティンのラフインに出たコメディアン、プエブロのマクレランド孤児院で暫く生活、1940年にプエブロ・セントラル高校卒
- グラント・ウィザーズ、ハリウッドの売れっ子俳優、無声映画から1950年代まで出演
- ジム・ビショップ、ビショップ城の制作者
- コリー・スペリー、NFLアメリカンフットボール選手、マイアミ・ドルフィンズ、プエブロ郡高校に通った。

## 大衆文化の中のプエブロ
- テレビアニメ、サウスパークの"ルージング・エッジ"で、プエブロはサウスパークのチームが競う町の一つである。
- ルイ・ラモールが1982年に出版した西部小説『ミロ・タロン』の設定で、プエブロはフロンティアの町になっている。
- ボー・エドワーズが2008年に出版した小説『リブ・トゥ・ライド』ではプエブロが舞台である。2人の主人公はプエブロ生まれである。
- テレビゲーム『ダーウィンの世界』の小説『燃える土地』では、プエブロが幽霊のような放射状の廃墟として描かれている。

## 姉妹都市
プエブロは以下の6都市と姉妹都市提携を結んでいる。
- 中国、濰坊市
- イタリア、ベルガモ
- イタリア、ルッカ・シークラ（シチリア）
- メキシコ、チワワ
- メキシコ、プエブラ
- スロベニア、マリボル